# トマス・モア
トマス・モア（英語: Thomas More, 1478年2月7日 - 1535年7月6日）は、イングランドの法律家、思想家、人文主義者。政治・社会を風刺した『ユートピア』の著述で知られる。大法官までのぼりつめたがヘンリー8世により反逆罪で処刑された。没後400年の1935年にカトリック教会と聖公会で聖人となる。

## 生涯
ロンドンの法律家の家に生まれた。聖アントニー校で学んだ後、カンタベリー大司教・大法官のジョン・モートンの家で従僕として教育を受け、1492年からオックスフォード大学で2年間ラテン語を学んだが中退し、1494年にニュー法学院へ入学、1496年からは、政界への近道であり人文主義教育の中心でもあったリンカーン法曹院で学び、1501年に法廷弁護士の資格を得る。
1504年、下院議員選出。1510年にイタリアの人文主義者ピコ・デラ・ミランドラの伝記『ピコ伝』を、1516年には『ユートピア』を上梓するなど、著述活動も盛んになる。1515年からイングランド王ヘンリー8世に仕え、ネーデルラント使節などを務めた。ヘンリー8世の信任は厚く、地位は次第に進み、1521年にはナイトの爵位を授けられ、1529年、官僚で最高位の大法官に就任した。
離婚問題を巡ってヘンリー8世がローマ教皇クレメンス7世と反目し、ヘンリー8世はモアに助言を求めた。3年間で6名の異端者を処刑するほどの熱心なカトリック信徒であるモアは王に対し、離婚を正当化するいかなる根拠も無いことを告げた。一方、カトリックによる支配からの離脱を求める王の主張は力を増し、1532年5月15日にはカンタベリーの宗教会議でヘンリー8世を「唯一最高の首長」とすることを承認した。モアは翌日に大法官を辞職した。
やがてヘンリー8世によるモアへの復讐が始まった。ヘンリー8世の側近トマス・クロムウェルが主導した1534年の国王至上法（国王をイングランド国教会の首長とする）にカトリック信徒の立場から反対したことにより査問委員会にかけられ、反逆罪とされて同年4月17日にロンドン塔に幽閉され、翌1535年7月6日に斬首刑に処された。この処刑は「法の名のもとに行われたイギリス史上最も暗黒な犯罪」と言われている。遺体の首はロンドン橋に晒された。

### 列聖
1935年にカトリック教会の殉教者としてモアと同じ1535年の6月22日に処刑されたジョン・フィッシャーとともに死後400年で列聖されており、記念日は6月22日である。政治家と弁護士の守護聖人となっている。

## 思想
フィチーノの著作に影響を受けた人文主義者であり、神学者ジョン・コレットとは友人であった。また1499年以降、デジデリウス・エラスムスとも親交があった。エラスムスの『痴愚神礼讃』は1509年、モア宅で執筆された。モアはマルティン・ルターの福音主義を否定し、カトリック教会による平和主義と社会正義を求めた。

### ユートピア
エラスムス『痴愚神礼讃』やアメリゴ・ヴェスプッチの旅行記『新世界』に触発され、1515年から1516年にラテン語で『ユートピア』を執筆した（1516年刊行）。ユートピア（Utopia）はモアの造語で、「どこにも無い場所」に「善き場所」という意味が加味された言葉で、古くは「理想郷」あるいは「無何有郷（むかうのさと）」などとも訳されている。ヒュトロダエウスなる人物の見聞を聞く、という設定で、第1巻でイングランドの現状を批判し、第2巻で赤道の南にあるというユートピア国の制度・習慣を描いている。
ヴェスプッチがカナリア諸島からアメリカ大陸までを旅行した記録『新世界』を深い関心を持って読んだモアは、自然に従って生き、私有財産を持たない共同社会が実在しうる事を確信した。自然法と自然状態が善である証明として書かれたその主著は、ユートピアという架空の国を舞台に、自由、平等で戦争のない共産主義的な理想社会を描いたものである。
また、イングランドでは地主や長老がフランドルとの羊毛取引のために農場を囲い込んで羊を飼い、村落共同体を破壊し、農民たちを放逐する現状を深く慨嘆し、「羊はおとなしい動物だが（イングランドでは）人間を食べつくしてしまう」（『ユートピア』第1巻）という意味の言葉を残している。後年カール・マルクス『資本論』で、モアを引用し本源的蓄積について論じているが、かなり誇張された表現だという指摘もある（囲い込みの項を参照）。

## 著作（日本語訳）
- トマス・モア 『ユートピア』 沢田昭夫訳（中公文庫、改版1993年）
- トマス・モア 『ユートピア』 平井正穂訳（岩波文庫+ワイド版）
- 『リチャード三世伝』藤原博訳（干城、1986年）
- 日本トマス・モア協会編訳 『ユートピアと権力と死　トマス・モア没後四五〇年記念』（荒竹出版、1987年）

ピコ伝、警句集、リチャード三世史、反ルター論、苦難に対する慰めの対話、獄中のモアの祈り 霊的瞑想
- 『エラスムス=トマス・モア往復書簡』、沓掛良彦・高田康成共訳（岩波文庫、2015年）- 後者が担当

## 家族

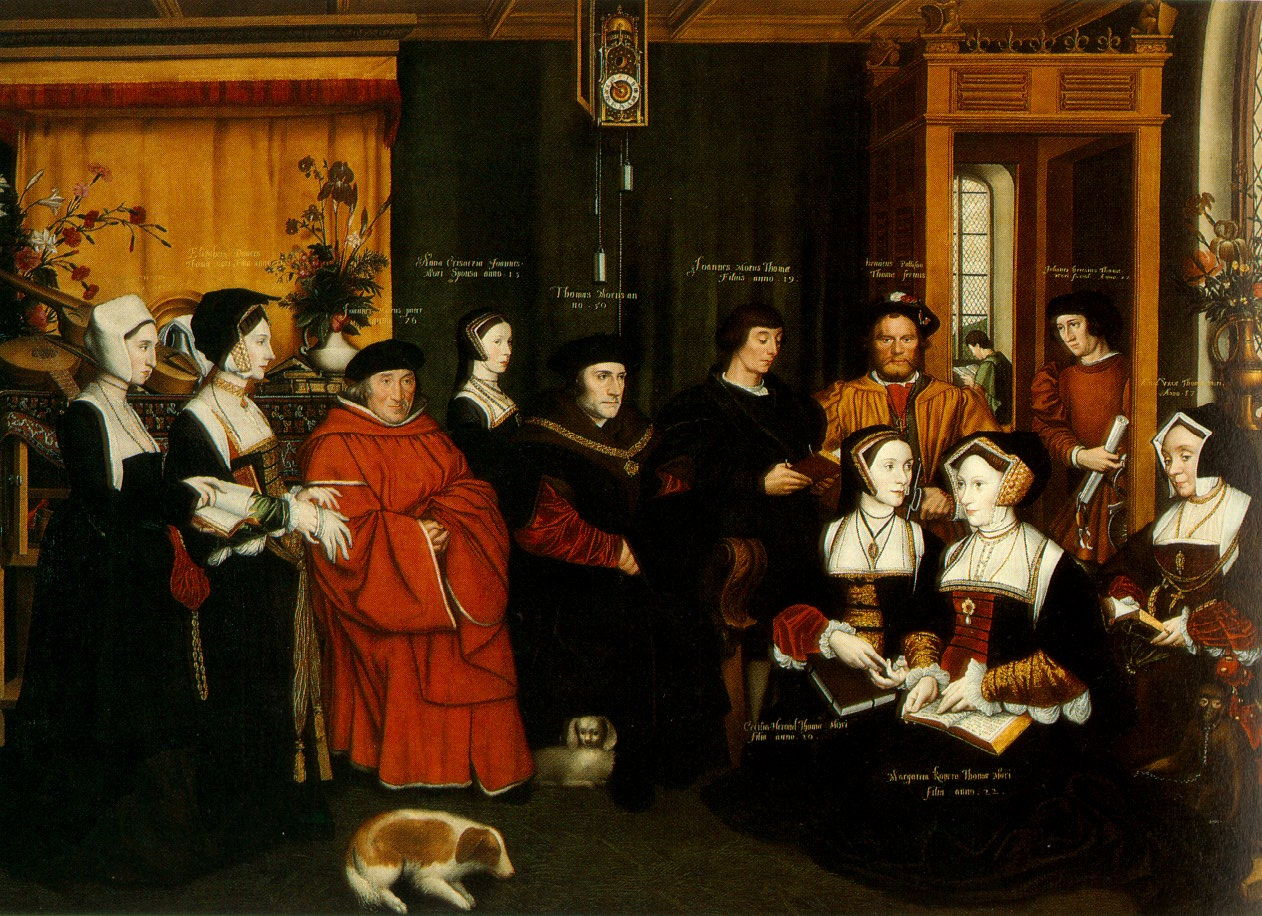
モア家の人々。ハンス・ホルバインの習作をもとに後年の画家が描いたもの。左から次女エリザベス、養女マーガレット、父ジョン、長男の妻アン、トマス、長男ジョン、お抱え道化師ヘンリー・パテンソン、三女シシリー、長女マーガレット、妻アリス

- 父ジョン・モア（英語版）（1451年頃 - 1530年） - 弁護士、判事。実家はパン屋。息子トマスがヘンリー7世の特別徴収税に異議を唱えたことからロンドン塔送りとなる。
- 母アグネス・グレンジャー - 富裕な羊毛商の出。
- 前妻ジェーン・コルト（1487年 - 1511年） - 1504年に17歳で結婚。裕福な地主の娘。モアはジェーンの妹を気に入っていたが、妹が先に結婚するのは姉が傷つくだろうとジェーンに求婚した。音楽とラテン語を教え込もうとする夫に反発しつつもほぼ毎年出産して4人の子をもうけ、24歳で出産がもとで死亡。
- 後妻アリス・ミドルトン（1474年 - 1550年前後） - 前妻が没した数週間後に再婚。絹織物商の夫に先立たれた裕福な年上の女性で、前夫との娘アリス（1501年 - 1563年）を連れてモア家に入る。
- 長女マーガレット・ローパー（英語版）（1505年 - 1544年） - 1521年にウィリアム・ローパー（英語版）（法律家で後にモアの伝記を書く）と結婚。ラテン語に通じ、多くの宗教書を英語に翻訳した。
- 次女エリザベス・ドーンシー（1506年 - 1564年）
- 三女シシリー・ヘロン（1507年 - ?）
- 養女マーガレット・ギッグス（1508年 - 1570年）
- 長男ジョン・モア（1509年 - 1547年）
- 被後見人アン・クリセカー（1511年 - 1577年） - トマスの長男と結婚
- 被後見人ジャイルズ・ヘロン - トマスの三女と結婚
- 姪フランセス・スタヴァートン - 姉の子。モア家で教育を受ける。

モアは子供たちのためにロンドン郊外のチェルシーの屋敷に小さな学校を開き、自らが講義したほか、エラスムスらを講師に招いた。

## 関連書籍
- Martz, Louis Lohr. Thomas More: The Search for the Inner Man, Yale University Press New Haven Conn., 1990.
- Mauris, Richard. Thomas More: A Biography, Harvard University Press, 1999.
- Wegemer, Gerard. Thomas More: A Portrait of Courage, Scepter Publications, 1995.
- И.Н.オシノフスキー（稲垣敏夫訳）『トマス・モアとヒューマニズム : 16世紀イギリスの社会経済と思想』（新評論、1990）
- 加藤一夫『トマス・モアの社会経済思想』（未来社、1990）
- 鈴木宜則『トマス・モアの思想と行動』（風行社、2010）
- 塚田富治『トマス・モアの政治思想 : イギリス・ルネッサンス期政治思想研究序説』（木鐸社、1978）